# Harold Crawshaw
Pour les articles homonymes, voir Crawshaw.
Harold Crawshaw (né le 18 février 1912 à Prestwich dans le Grand Manchester et mort en 1971) est un footballeur anglais qui évoluait au poste d'attaquant.

## Palmarès
Mansfield Town
- Championnat d'Angleterre D3 :
  - Meilleur buteur : 1937-38 (25 buts).